# Edward Robeson Taylor
Pour les articles homonymes, voir Taylor.
Edward Robeson Taylor (né le 24 septembre 1838 à Springfield (Illinois), mort le 5 juillet 1923 à San Francisco) est un homme politique américain, maire de San Francisco entre 1907 et 1910.
Il était juriste et poète avant de devenir maire. Il publie en 1898 un livre de sonnets sur les peintures de William Keith. Lors de son élection il était le maire le plus âgé à accéder à ce poste, à l'âge de 68 ans.